# A New Dimension of Might
A New Dimension of Might è il terzo album della band Trail of Tears.

## Tracce
1. Ecstatic – 5:49
2. A Fate Sealed In Red – 6:11
3. Crashing Down – 4:23
4. Obedience In the Absence of Logic – 6:37
5. Liquid View – 6:21
6. Denial and Pride – 4:08
7. The Call of Lust – 5:29
8. Splendid Coma Visions – 3:35
9. Bloodred Trance – 7:18

Bonus track
1. "Caffeine" (Faith No More cover) - 4:23

## Formazione
- Ronny Thorsen - voce
- Cathrine Paulsen - voce
- Runar Hansen - chitarre
- Terje Heiseldal - chitarre
- Kjell Rune Hagen - basso
- Frank Roald Hagen - sintetizzatore
- Jonathan Perez - batteria